# Bibliographie sur Paris
Cet article présente une bibliographie sur Paris, capitale de la France.

## Histoire

### Général
- Nouvelle histoire de Paris, Association pour la publication d'une histoire de Paris : diff. Hachette, 1970-, 21 volumes.
- Jacques-Antoine Dulaure, Histoire physique, civile et morale de Paris depuis les premiers temps historiques jusqu'à nos jours, Paris, Guillaume, 1829 (réimpr. 1825, 8 vol. in-octavo, avec des additions et des notes par J. L. Belin), 4e éd. (1re éd. 1821-1822), 10 tomes et un atlas, in-octavo et in-quarto (BNF 36394803) ; lire en ligne sur Gallica : tome I, II, III, IV, V, VI, VII, VIII, IX, X et Atlas
- René Héron de Villefosse, Histoire de Paris, 1961
- Danielle Chadych et Dominique Leborgne, Atlas de Paris. Évolution du paysage urbain, Parigramme, 2002, 200 p.
- Jean Favier, Paris, deux mille ans d'histoire, Fayard, 1997, 1007 p.
- Bernard Marchand, Paris, histoire d'une ville, XVIIIe – XXe siècle, Le Seuil, 1995, 2e édition, 440 p.
- Jean-Robert Pitte (dir.) Paris : histoire d'une ville, Hachette, 1993, 192 p. livre grand format illustré.
- Alfred Fierro, Histoire et dictionnaire de Paris, Paris, Éd. Robert Laffont, 1996, 1580 p. (ISBN 2-221-07862-4).
- Théophile Lavallée, Histoire de Paris depuis le temps des Gaulois jusqu’à nos jours, Édition en ligne de la partie II, Histoire des Quartiers de Paris, projet Gutenberg
- Pascal Varejka, Paris, une histoire en images. Architecture, économie, culture, société... 2000 ans de vie urbaine, Paris, Parigramme, 2007, 192 p.
- Yvan Combeau, Histoire de Paris, Paris, PUF, coll. « Que sais-je ? » (no 34), juin 2008, 5e éd. (1re éd. 1999), 127 p. (ISBN 978-2-13-056667-0 et 2-13-056667-7, OCLC 470575554, BNF 41274483)
- Alfred Fierro, Histoire de Paris illustrée, Toulouse, le Pérégrinateur, coll. « Histoires des villes illustrées », 2010, 222 p. (ISBN 978-2-910352-52-3 et 2-910352-52-8, OCLC 611404609, BNF 42201858)
- Maurice Garden et Jean-Luc Pinol (collaborateur), Atlas des Parisiens : de la Révolution à nos jours : population, territoire et habitat, production et services, religion, culture, loisirs, Paris, Parigramme, 2009, 287 p. (ISBN 978-2-84096-618-0 et 2-84096-618-2, OCLC 451096368, BNF 42076389)
- Collectif, Guide du Paris colonial et des banlieues, Syllepse, 2018, 144 p. (ISBN 978-2-84950-659-2)
- Marcel Dorigny et Alain Ruscio, Paris colonial et anticolonial : Promenades dans la capitale. Une histoire de l’esclavage et de la colonisation, Maisonneuve & Larose / Hémisphères, 2023, 318 p. (ISBN 978-2377011308, présentation en ligne)
- Marcel Poëte :
  - Les sources de l'histoire de Paris et les historiens de Paris. Leçon de réouverture du cours d'introduction à l'histoire de Paris professé à la Bibliothèque de la Ville, 1905.
  - L'enfance de Paris, Librairie Armand Colin, 1908.
  - Formation et évolution de Paris, F. Juven, 1911.
  - Répertoire des sources manuscrites de l'histoire de Paris, 1913.
  - Une Vie de cité : Paris de sa naissance à nos jours, Auguste Picard, 1924, 1925, 1927, 1931.
  - Comment s'est formé Paris, 1925.

### Par période

#### Antiquité
- Paul-Marie Duval, De Lutèce oppidum à Paris capitale de la France, Paris, Nouvelle Histoire De Paris, 1993, 404 p. (ISBN 978-2-85962-012-7)
- Philippe Velay, De Lutèce à Paris : l'île et les deux rives, Paris, CNRS Éditions, coll. « Patrimoine au présent », 2000, 127 p. (ISBN 978-2-271-05015-1)
- Joël Schmidt, Lutèce : Paris, des origines à Clovis, Paris, Perrin, 1986 (réédition de poche chez Tempus en 2009, 340 p.,  (ISBN 9782262030155))
- Paris, ville antique, Ministère de la culture.

#### Moyen Âge
- Dany Sandron, Philippe Lorentz et Jacques Lebar photographe, Atlas de Paris au Moyen Âge. Espace urbain, habitat, société, religion, lieux de pouvoir, Parigramme, 2006, 240 p.
- Simone Roux, Paris au Moyen Âge, Hachette littératures, 2003, 318 p.
- John W.Baldwin, Paris, 1200, Aubier, collection historique, 2006, 471 p.  (ISBN 2700723473).
- Denis Hayot, Paris en 1200, CNRS Éditions, 2018, 328 p.

#### Ancien Régime
- Marie-Noëlle Baudouin-Matuszek, Paris et Catherine de Médicis, Paris, Délégation à l'action artistique de la Ville de Paris, 1989, 190 p.  (ISBN 2905118164).
- Georges Dethan, Paris au temps de Louis XIV, Paris, Hachette, coll. « Nouvelle Histoire de Paris », décembre 1990, 510 p. (ISBN 978-2-85962-010-3).
- Arlette Farge, La vie fragile, violence, pouvoirs et solidarités à Paris au XVIIIe siècle, Hachette, Paris, 1986.
- Arlette Farge et Laurent Turcot, Flagrants délits sur les Champs-Élysées : Les dossiers de police du gardien Federici (1777-1791), Mercure de France, 2008.
- David Garrioch, La Fabrique du Paris révolutionnaire, Paris, La Découverte, 2013.
- Louis-Sébastien Mercier, Tableau de Paris, Hambourg, Virchaux et Cie, 1781.
- Diane Roussel (préf. Robert Muchembled), Violences et passions dans le Paris de la Renaissance, Seyssel, Champ Vallon, coll. « Époques », 2012 (ISBN 978-2-87673-603-0, présentation en ligne).
- Laurent Turcot, Le promeneur à Paris au XVIIIe siècle, Paris, Gallimard, 2007 (coll. Le Promeneur)
- Laurent Turcot et Thierry Belleguic (dir.), Les Histoires de Paris (XVIe – XVIIIe siècle), 2 tomes, Paris, Herman, 2012.

#### Révolution et Premier Empire
- (es) Esteban Canales, « El París de Napoleón Bonaparte », HMiC : Història Moderna i Contemporània, no 7,‎ 2009, p. 5-14 (ISSN 1696-4403, lire en ligne, consulté le 24 avril 2016)
- Irène Delage et Chantal Prévot, Atlas de Paris au temps de Napoléon, Paris, Parigramme, octobre 2014, 224 p. (ISBN 978-2-84096-763-7)
- Thierry Sarmant, Florian Meunier, Charlotte Duvette et Philippe de Carbonnières, Napoléon et Paris : Rêves d'une capitale, Paris, Paris Musées, avril 2015, 300 p. (ISBN 978-2-7596-0292-6) (Catalogue de l'exposition Napoléon et Paris au musée Carnavalet)
- Yves de Saint-Agnès, Guide du Paris révolutionnaire, éditions Paris Musée - Perrin, 1989.

#### Restauration
- Guillaume de Bertier de Sauvigny, La Restauration, Paris, Hachette, coll. « Nouvelle Histoire de Paris », décembre 1977, 525 p. (ISBN 978-2-85962-001-1)

#### Second Empire et finXIXesiècle
- Jean des Cars et Pierre Pinon, Paris-Haussmann : Le pari d'Haussmann, Paris, Éditions Picard, novembre 2005, 365 p. (ISBN 978-2-7084-0752-7)
- Louis Girard, La Deuxième République et le Second Empire, Paris, Hachette, coll. « Nouvelle Histoire de Paris », janvier 1982, 471 p. (ISBN 978-2-85962-003-5)
- Pierre Pinon, Atlas du Paris haussmannien, Paris, Parigramme, septembre 2002, 220 p. (ISBN 978-2-84096-204-5)
- Charles Marville (1813-1879) :

- Philippe Mellot
  - Paris sens dessus-dessous, éditions V&O, avec plus de 300 photographies de rues prises par Charles Marville entre 1852 et 1867, à la veille de leur disparition avant les grands travaux d'Haussmann, 1991. Réédité chez Michèle Trinckvel à partir de 1993 puis les deux volumes en un (Paris sens dessus-dessous et Le nouveau Paris sens dessus-dessous), EDL, 2001.
  - Le Nouveau Paris sens dessus-dessous, second volume, Michèle Trinckvel, 1995.
- Auguste Vitu (1823-1891) (texte), Paris, images et traditions, éd. de la Fontaine au Roy, Paris, 1994  (ISBN 2907057324) - 430 dessins d'époque
- Collectif, Paris, le beau pays de France, Paris, Bibliothèque universelle en couleurs, 1897 - illustré de gravures et de photographies

Rééd. sous le titre Paris du temps jadis, 1989  (ISBN 2865350177)

#### XXesiècle
- Philippe Mellot
  - Villages et faubourgs du vieux Paris, avec près de 300 photographies inédites, prises entre 1917 et 1973, des faubourgs rattachés à Paris en 1860, EDL, 2001.
  - Paris inondé, avec près de 300 photographies de l’inondation de Paris début 1910, EDL, 2003.
  - Paris au temps des fiacres, illustré d’environ 350 photos et dessins, dont photos de Eugène Atget, éditions de Borée, 2006.
  - Les Vies secrètes du vieux Paris. Le Livre d’or des petites gens, des mauvais garçons et des filles de joie[1], Omnibus[2], 2011.
  - Vivre à Paris de la Restauration à la Belle Époque[3],[4], illustré de 500 photographies et dessins, Omnibus, 2012.
  - Paris disparu. Les Faubourgs (Villages et faubourgs du vieux Paris), nouvelle édition sous une nouvelle couverture, éditions Place des Victoires, 2014.
  - Paris en guerre 1914-1918. Le Quotidien des femmes, des enfants, des vieillards, des «  embusqués » et des profiteurs[5], illustré de 600 photographies, dessins et documents, Omnibus.
- Collectif, sous la direction de Kathia David et Thomas Sertillanges, La Mémoire de Paris, 1919-1939, éd. Mairie de Paris, 1993
- Louis Chevalier :
  - L'Assassinat de Paris, Calmann-Lévy, 1977 ; éditions Ivrea, 1997  (ISBN 2-85184-258-7) - l'après 1945
  - Histoire de la nuit parisienne : 1940-1960, Fayard, 1982  (ISBN 2-213-01196-6)

### Par quartier

#### La Cité
- Alain Erlande-Brandenburg et Jean-Michel Leniaud, Autour de Notre-Dame, Paris, Action Artistique de la Ville de Paris, décembre 2003, 295 p. (ISBN 978-2-913246-47-8)
- Hélène Hatte et Frédéric Tran, Promenades dans l'île Saint-Louis et l'île de la Cité, Paris, Christine Bonneton, octobre 2007, 126 p. (ISBN 978-2-86253-403-9)

#### Le Palais-Royal
- Le Palais-Royal : Exposition au Musée Carnavalet 9 mai-4 septembre 1988, Paris, Musée Carnavalet, coll. « Paris Musées », novembre 1992, 342 p. (ISBN 978-2-901414-30-8)
- Jacques Hillairet, La rue de Richelieu, Paris, Librairie Delamain, Les Éditions de Minuit, 1966, 220 p.
- Jacqueline Razgonnikoff, La comédie française : Le théâtre de la rue de Richelieu de 1799 à nos jours, Paris, Éditions ArtLys, janvier 2013, 239 p. (ISBN 978-2-85495-518-7)

#### Les Halles
- Anne Lombard-Jourdan, Les Halles de Paris et leur quartier (1137-1969), Paris, École nationale des chartes, janvier 2010, 245 p. (ISBN 978-2-35723-003-3)
- Philippe Mellot, La Vie secrète des Halles de Paris[6], Omnibus, 2010

#### Le Sentier
- Werner Szambien et Simona Talenti, Le Sentier, Bonne-Nouvelle : de l'architecture à la mode, Paris, Action artistique de la ville de Paris, janvier 1999, 214 p. (ISBN 978-2-913246-01-0)

#### Le Marais
- Nicolas Jacquet, Le Marais secret et insolite, Paris, Parigramme, mars 2012, 180 p. (ISBN 978-2-84096-752-1)
- Pierre Kjellberg, Le guide du Marais, Paris, La Bibliothèque des arts, 1970, 112 p.

#### Quartier Latin
- Collectif, La Montagne Sainte-Geneviève : Deux mille ans d'art et d'histoire (catalogue de l'exposition à la mairie du 5e arrondissement en 1981), Paris, Musée Carnavalet, Ville de Paris, 1980
- Frantz Calot, La Montagne Sainte-Geneviève, le Panthéon et Saint-Étienne-du-Mont : Notices historiques et guide du visiteur, Paris, Albert Morancé, années 1930, 62 p.
- Alexandre Gady, La Montagne Sainte-Geneviève et le Quartier Latin, Paris, Hoëbeke, coll. « Guide Historique », mai 1999 (ISBN 978-2-84230-067-8)
- Philippe Mellot, La vie secrète du Quartier Latin, Paris, Omnibus, octobre 2010, 239 p. (ISBN 978-2-258-08010-2)
- Jean Mounicq, Le Sénat : Palais et jardins du Luxembourg, Paris, La Documentation Française, octobre 1994, 229 p. (ISBN 978-2-11-081369-5)

#### Saint-Germain-des-Prés
- Jean-Paul Caracalla, Saint-Germain-des-Prés, Paris, La Table ronde, novembre 2007, 176 p. (ISBN 978-2-7103-2998-5)
- Eric Dussault, L'invention de Saint-Germain-des-Prés, Paris, Éditions Vendémiaire, mars 2014, 251 p. (ISBN 978-2-36358-078-8)
- Gilles Schlesser, Saint-Germain-des-Prés : Les lieux de légende, Paris, Parigramme, septembre 2014, 224 p. (ISBN 978-2-84096-909-9)

#### La Nouvelle Athènes
- Bruno Centorame (dir.), La Nouvelle Athènes : Haut-lieu du Romantisme, Délégation à l'Action Artistique de la Ville de Paris, Paris, 2001  (ISBN 9782913246355)

#### Bercy
- Louis Descombes, Étude historique sur Bercy, Paris, L. Descombes, 1903, 38 p.
- Lionel Mouraux, Bercy, Paris, Éditions L.M., 1983, 133 p. (ISBN 978-2-904463-00-6)

#### Montparnasse
- Jean-Paul Caracalla, Montparnasse: L'âge d'or, Denoël, 1997,  (ISBN 9782207244494), 153 p. (réédition de 2005 chez La Table Ronde,  (ISBN 9782710327974), 176 p.).
- Gilles-Antoine Langlois, Montparnasse et le XIVe arrondissement, Action Artistique de la Ville de Paris, 2000,  (ISBN 9782913246065), 240 p.
- Olivier Renault, Montparnasse : Les lieux de légende, Parigramme, 2013,  (ISBN 9782840967705), 208 p.

#### Auteuil et Passy
- Béatrice de Andia, Le 16e : Chaillot - Passy - Auteuil, Paris, Action Artistique de la Ville de Paris, décembre 1991, 283 p. (ISBN 978-2-905118-39-4)

#### Montmartre
- Fernand Bournon, Montmartre-Clignancourt, Paris, H. Champion, 1895, 19 p. (lire en ligne)
- Louis Chevalier :
  - Montmartre du plaisir et du crime, collection Les Hommes et l'histoire, Robert Laffont, 1980, 452 p.-[20] p. de pl.,  (ISBN 2-221-00556-2)
  - Les Ruines de Subure : Montmartre, de 1939 aux années 80, Paris, R. Laffont, 1985, 370 p.-[16] p. de pl.,  (ISBN 2-221-04828-8)
- Philippe Mellot, La Vie secrète de Montmartre, illustré par des centaines de photographies et dessins, Omnibus, 2008.

#### Charonne, Belleville et Ménilmontant
- Roger Dévigne, Ménilmontant, Paris, Librairie Ollendorff, 1924, 317 p.
- Henri Guérard, Regard d'un Photographe : Belleville, Ménilmontant, Charonne, Éd. de L'Amandier.
- Marc Tardieu, Belleville Apache, Éd. Le Sémaphore, 1998.
- Malika Turin, Belleville secret : Ménilmontant, Père-Lachaise, Charonne, Bagnolet, Paris, Parigramme, coll. « Guides illustrés », avril 2007, 192 p. (ISBN 978-2-84096-407-0)
- Anne Steiner, Belleville cafés, photos Sylvaine Conord, L'Échappée, 2010, (BNF 42300306)[7].

### Odonymie, histoire des rues
- Alfred Fierro, Histoire et mémoire du nom des rues de Paris, Parigramme, 1999.
- Jacques Hillairet, Dictionnaire historique des rues de Paris, Paris, Les Éditions de minuit, 1972, 1985, 1991, 1997, etc. (1re éd. 1960), 1 476 p., 2 vol.  [détail des éditions] (ISBN 2-7073-1054-9, OCLC 466966117)
- Louis et Félix Lazare, Dictionnaire administratif et historique des rues de Paris et de ses monuments, 1844-...
- Charles Lefeuve, Les Anciennes Maisons de Paris. Histoire de Paris, rue par rue, maison par maison, Paris & Leipzig, Reinwald & Twietmeyer, 1875, 5 tomes — Lire en ligne.
- Louis Lurine, Les Rues de Paris. Paris ancien et moderne : origines, histoire, monuments, costumes, mœurs, chroniques et traditions, illustré de 300 dessins de Grandville, Daumier, etc. (2 volumes, 1844). Tome 1 en ligne, Tome 2 en ligne.
- Félix de Rochegude, Promenades dans toutes les rues de Paris, par arrondissements (sic), Hachette, 1910. Lire en ligne.
- Jean de la Tynna, Dictionnaire topographique, étymologique et historique des rues de Paris, 1812. Lire en ligne.

### Démographie
- Maurice Garden et Jean-Luc Pinol, Atlas des Parisiens : de la révolution à nos jours, Paris, Parigramme, septembre 2009, 287 p. (ISBN 978-2-84096-618-0)
- Préfecture du département de la Seine et comte Chabrol de Volvic (dir.), Recherches statistiques sur la ville de Paris et le département de la Seine : année 1821, Paris, Imprimerie royale, 1833, 2e éd. (lire en ligne), « Article Ier. Recensement de la ville de Paris fait en 1817. », [compte rendu en ligne].

- Préfecture du département de la Seine et comte de Rambuteau (dir.), Recherches statistiques sur la ville de Paris et le département de la Seine : recueil de tableaux dressés et réunis d'après les ordres de M. le Cte de Rambuteau, pair de France, conseiller d’État, préfet du département, t. V, Paris, Imprimerie royale, 1844 (lire en ligne), [compte rendu en ligne].
  - Contient en particulier : Recensement de 1831 (Article III, tableaux n°61 à 65). L'ouvrage comprend aussi divers tableaux de 1836 (Article VIII, tableaux n°129 à 139) mais pas les chiffres du recensement proprement dit si ce n'est, en p. XII, un chiffre de 882 268 habitants en 1836 non compris la garnison ni les militaires sous les drapeaux.
- Préfecture du département de la Seine et baron Haussmann (dir.), Recherches statistiques sur la ville de Paris et le département de la Seine : recueil de tableaux dressés et réunis d'après les ordres de M. le Bon G.E. Haussmann, sénateur, préfet du département, t. VI, Paris, Imprimerie administrative de Paul Dupont, 1860 (lire en ligne), [compte rendu en ligne].
  - Contient en particulier : Tableau récapitulatif des recensements 1700-1856 (p. 6-7). Recensements de 1841 et 1846 (p. 17-58), incluant même la ventilation par paroisse pour chacune des 39 paroisses parisiennes de l'époque. Recensement de 1851 (p. 361-522). Recensement de 1856 (p. 523-655).
- Jean Henri Schnitzler, Statistique générale, méthodique et complète de la France : comparée aux autres grandes puissances de l'Europe, t. I : Statistique Générale de la France, Territoire et Population, Paris, Lebrun, 1846 (lire en ligne), p. 381-450
- Joseph Garnier et Gilbert Guillaumin, Annuaire de l'économie politique et de la statistique : pour 1854, onzième année, Paris, 1854 (lire en ligne), p. 230-254.

- Armand Husson, Les consommations de Paris, Paris, Guillaumin et Cie, 1856 (lire en ligne), partie 1, chap. II (« La population »), p. 14-66.
- Raymond Cazelles, « La population de Paris avant la Peste Noire », Comptes rendus de l'Académie des inscriptions et belles-lettres, vol. 110, no 4,‎ 1966, p. 539-550 (lire en ligne)
- Haim Burstin, Le Faubourg Saint-Marcel à l'Époque Révolutionnaire : Structure économique et composition sociale, Paris, Société des études robespierristes, 2012 (ISBN 978-2-908327-77-9, lire en ligne), p. 312
- Louis Chevalier :
  - La Formation de la population parisienne au XIXe siècle, PUF, collection Travaux et documents / Institut national d'études démographique, 1949, 312 p.
  - Les Parisiens, Hachette, 1967.
- Jacques Dupâquier, Histoire de la population française, PUF, Paris, 1995.
- Caroline Angle, Paris et sa couronne, FNAC, Paris, 2006.

## Économie, géographie économique
- Antoine Fleury, Hélène Mathian et Thérèse Saint-Julien, "Définir les centralités commerciales au cœur d’une grande métropole : le cas de Paris intra-muros", Cybergeo : Revue européenne de géographie, article 588 (04-2012).
  - "Le Bassin parisien; une région métropolitaine" in Cybergéo : Revue européenne de géographie, article 305 (04-2005)
  - "La région parisienne entre 1975 et 1999 : une mutation géographique et économique", dans Économie et Statistiques 387, p. 3-32
- André Larceneux et Céline Boîteux-Orain (dir.), Paris et ses franges, étalement urbain et polycentrisme, EUD, 2006, 270 pages.

### Chiffres et cartes
- TERR item (CCIP), collection Profil socio-économique :
  - Paris intra muros
  - Petite couronne

### Prospective
- Paul Chemetov et Frédéric Gilli, Une région de projets : l'avenir de Paris, Paris, La Documentation française, travaux DIACT, 2006, 80 pages.présentation et sommaire
- CESR[8] Ile-de-France : section de la prospective et de la planification, L'attractivité de l'Île-de-France à l'horizon 2025, rapport 2004, 207 pages. résumé

## Géographie
- Thérèse Saint-Julien, Renaud Le Goix (dir.), La Métropole parisienne. Centralités, inégalités, proximités, Paris, Belin, 2007, 333 p.
- Antoine Fleury, Jean-Christophe François, Hélène Mathian, Antonine Ribardière et Thérèse Saint-Julien, "Les inégalités socio-spatiales progressent-elles en Île-de-France ?", Métropolitiques, 12 décembre 2012. Consulter l'article.

### Études des plans de Paris
- Jean Boutier, Les plans de Paris des origines (1493) à la fin du XVIIIe siècle, études, carto-bibliographie et catalogue collectif, Paris, 2003 avec la collaboration de Marine Sibille et de Jean-Yves Sarazin
- Pierre Pinon et Bertrand Le Boudec, Les plans de Paris : Histoire d'une capitale, Éditions Le Passage, 2014, 132 p.,  (ISBN 978-2847422436)
- Pierre Pinon et Aurélie Boissière, Atlas historique des rues de Paris, Parigramme, 2016, 158 p.,  (ISBN 9782840968016)
- Hervé Blumenfeld, Philippe Montillet et Pierre Pinon, Les environs de Paris : atlas des cartes du XVIe siècle à nos jours, Paris, La Découverte, 2019.

## Sociologie
- Jean-Christophe François, Antonine Ribardière, Antoine Fleury, Hélène Mathian, Antonin Pavard et Thérèse Saint-Julien, Les disparités de revenus des ménages franciliens - Analyse de l’évolution 1990-1999-2007, UMR Géographie-Cités/DREIA Ile-de-France, 2011, 98 p. Rapport complet
- Michel Pinçon et Monique Pinçon-Charlot, Sociologie de Paris, Paris, La Découverte, 2004, 117 p.

## Architecture et urbanisme
- Jacques Fredet, Les Maisons de Paris : Types courants de l'architecture mineure parisienne de la fin de l'époque médiévale à nos jours, avec l'anatomie de leur construction, Paris, Éditions de l'Encyclopédie des Nuisances, 2003, 1re éd., 3 volumes (vol. I texte, vol. II planches, vol. III planches) (ISBN 2-910386-19-8 et 978-2-910386-19-1, OCLC 184967665, BNF 39092705).
- Marc Gaillard, Quais et ponts de Paris, photographies de Jean-Marc Durou et Joël Jaffre, éd. du Moniteur, 1982,  (ISBN 2281000087).
- Jean-Marc Larbodière, Reconnaître les façades, Paris, Massin Éditions, octobre 2000, 205 p. (ISBN 978-2-7072-0415-8)
- Pierre Lavedan, Histoire de l'urbanisme à Paris, Paris, Hachette, coll. « Nouvelle Histoire de Paris », 1993, 740 p. (ISBN 2-85962-012-5)
- François Loyer, Paris XIXe siècle : l’immeuble et la rue, Hazan, Paris, 1987, 544 p. Édition américaine : Paris nineteenth century, Architecture and urbanism, New-York, Abbeville, 1988. Réédition française, Hazan, Paris, 1994.
- Georges Poisson, Nouvelle histoire de Paris : Histoire de l'architecture à Paris, Paris, Bibliothèque historique de la ville de Paris : Association pour la publication d'une histoire de Paris, 1997, 1re éd., 765 p. (ISBN 2-85962-019-2 et 978-2-85962-019-6, OCLC 38496731, BNF 37068049)
- Simon Texier, Paris contemporain : architecture et urbanisme de Haussmann à nos jours, une capitale à l'ère des métropoles, Paris, Parigramme, 2005 (réimpr. 2010), 1re éd., 239 p. (ISBN 2-84096-306-X et 978-2-84096-306-6, BNF 39958940)
- Collectif, Paris, formes urbaines et architectures, IPRAUS[9], recherches, Paris, 1998, 198 p.
- Texte Paul Louis Rinuy avec la collaboration de Joseph Abram, Antoine Le Bas, Clair Vignes-Dumas ; Photographies Pascal Lemaître, Patrimoine sacré XXe et XXIe siècles. Les lieux de culte en France depuis 1905, Paris, Éditions du patrimoine, Centre des monuments nationaux, novembre 2014, 231 p. (ISBN 978-2-7577-0344-1)Collection Patrimoines en perspective, sous la responsabilité de Pascal Liévaux (MCC, DGP) : Paris : * Modernité, antimodernité : * Synagogue Chasseloup-Laubat, Paris XVe, pp.50-51, * Synagogue Paris IVe, p.52 à 54, * Eglise orthodoxe Saint-Serge, Paris XXe, pp.68-69, * Pagode, Institut international bouddhique, Paris XIIe, pp.84-85; * 1940-1980 Reconstruction, expérimentations : * Synagogue Don-Isaac-Abravanel, Paris XIe, pp.150-151, * Mosquée de Paris et institut musulman, Paris Ve, pp.58 à 63

## Monuments et patrimoine
- Philippe Contamine, Jean Chagniot et Michel Rouche, Le Patrimoine militaire de Paris, Paris, Action Artistique de la Ville de Paris, avril 2005, 242 p. (ISBN 978-2-913246-52-2)
- Didier Rykner, La disparition de Paris, Les Belles Lettres, 2022, 240 p.

### Toits
- Gilles Mermet, Toits de Paris : Ou l'art des couvreurs, Paris, Éditions de la Martinière, octobre 2011, 180 p. (ISBN 978-2-7324-4720-9)
- Michel Setboun et Pierre Guicheney, Paris : La balade des clochers, Paris, Hermé, octobre 2004, 285 p. (ISBN 978-2-86665-405-4)
- Catherine Vialle, Les toits de Paris, Paris, Parigramme, octobre 2000, 155 p. (ISBN 978-2-84096-184-0)

### Souterrains
- Emmanuel Bellanger, Assainir l'agglomération parisienne : histoire d'une politique publique interdépartementale de l'assainissement, XIXe – XXe siècles, Paris/Ivry-sur-Seine, Éditions de l'Atelier, janvier 2011, 352 p. (ISBN 978-2-7082-4156-5)
- Donald Reid (trad. de l'anglais), Égouts et égoutiers de Paris : Réalités et représentations, Rennes, Presses Universitaires de Rennes, août 2014, 280 p. (ISBN 978-2-7535-2931-1)
- Patrick Saletta, À la découverte des souterrains de Paris, Paris, Société Internationale de Diffusion et d'Editions Scientifiques (SIDES), 1990, 334 p. (ISBN 978-2-86861-075-1)
- Gilles Thomas et Alain Clément, Atlas du Paris souterrain : La doublure sombre de la ville lumière, Paris, Parigramme, septembre 2001, 193 p. (ISBN 978-2-84096-191-8)

### Hôtels particuliers
- Claude Frégnac, Belles Demeures de Paris : 16e - 19e siècle, Paris, Hachette, coll. « Réalités », 1987, 279 p. (ISBN 978-2-01-003868-6)
- Alexandre Gady, Les hôtels particuliers de Paris, Paris, Parigramme, septembre 2011, 327 p. (ISBN 978-2-84096-704-0)
- Jean-Marc Larbodière, Hôtels particuliers de Paris, Paris, Charles Massin, coll. « Les essentiels du patrimoine », octobre 2011, 190 p. (ISBN 978-2-7072-0705-0)

### Églises et monuments chrétiens
- Aline Dumoulin, Chapelles de Paris, Paris, Charles Massin, coll. « Les essentiels du patrimoine », novembre 2012, 191 p. (ISBN 978-2-7072-0765-4)
- Aline Dumoulin, Églises de Paris, Paris, Charles Massin, coll. « Les essentiels du patrimoine », octobre 2010, 192 p. (ISBN 978-2-7072-0683-1)
- Philippe Mellot, Les Églises de Paris. Abbayes, chapelles, couvents, monastères et cimetières, illustré de 500 documents. Éditions Place des Victoires, 2014,  (ISBN 9782809909357).

### Ponts
- Guy Lambert, Les Ponts de Paris, Paris, Action Artistique de la Ville de Paris, décembre 1999, 240 p. (ISBN 978-2-913246-05-8)
- Jean-Marc Larbodière, Ponts de Paris : Découverte & histoire, Paris, Charles Massin, coll. « Les essentiels du patrimoine », novembre 2013, 191 p. (ISBN 978-2-7072-0836-1)

### Jardins
- Alexandra d'Arnoux et Bruno de Laubadère, Jardins secrets de Paris, Paris, Flammarion, octobre 2014, 192 p. (ISBN 978-2-7066-0097-5)
- Pierre Faveton et Bernard Ladoux, Squares, parcs et jardins de Paris, Paris, Charles Massin, coll. « Les essentiels du patrimoine », octobre 2011, 192 p. (ISBN 978-2-7072-0709-8)

### Statues
- June Hargrove, Les Statues de Paris : La représentation des grands hommes dans les rues et sur les places de Paris, Paris, Fonds Mercator-Albin Michel, 1989, 382 p. (ISBN 978-2-226-03811-1)
- Frédéric Tran, Paris, 600 sculptures à ciel ouvert, éd. Bonneton, 2005  (ISBN 9782862533278)

## Transports

### Métro
- Clive Lamming, Le Métro parisien : 1900-1945, Évreux, Éditions Atlas, coll. « La grande histoire des transports urbains », 2011, 124 p., 29,9 × 22,8 cm (ISBN 978-2-7312-4739-8)
- Clive Lamming, Le Métro parisien : 1945-1980, Évreux, Éditions Atlas, coll. « La grande histoire des transports urbains », 2011, 125 p., 29,9 × 22,8 cm (ISBN 978-2-7312-4820-3)
- Clive Lamming, Le Métro parisien : 1980 à nos jours, Évreux, Éditions Atlas, coll. « La grande histoire des transports urbains », 2012, 125 p., 29,9 × 22,8 cm (ISBN 978-2-7213-4864-7)
- Jean Tricoire, Un siècle de métro en 14 lignes : De Bienvenüe à Météor, Paris, La Vie du Rail, novembre 1999, 351 p. (ISBN 978-2-902808-87-8)
- Jean Tricoire, Le Métro de Paris, 1899-1911 : Images de la construction, Paris, Paris-Musées - RATP, novembre 1999, 256 p. (ISBN 978-2-87900-481-5)

## Paris et la province
- Jean-François Gravier, Paris et le désert français, 1947 une critique d'une centralisation française qui nuit au développement du reste de la France.
- Alain Corbin, "Paris-Province", dans Pierre Nora (dir.), Les lieux de mémoire. III Les France 1) Conflits et partages, Bibliothèque illustrée des histoires, NRF, Paris, Gallimard, 1992, p. 777–823 Sur les perceptions mutuelles des provinciaux et des parisiens depuis le XVIIe siècle
- Bernard Marchand, Les ennemis de Paris, la haine de la grande ville des Lumières à nos jours, Presses Universitaires de Rennes, 387 p, 2009 Après la Commune, l'agglomération parisienne a suscité une haine croissante dans la littérature et le cinéma, les discours politiques, l'action de l'Etat. L'Aménagement du Territoire a essayé de ruiner Paris, surtout ses banlieues, au profit de la France rurale.Cf Colloque de Cerisy, 2007

## Arts et littérature

### Essais
- Louis Aragon, Le Paysan de Paris (1926), Gallimard, Folio, 2007  (ISBN 9782070367825)
- Julien Green, Paris, Champ Vallon, 1984
- Eric Hazan, L'invention de Paris, Seuil, collection Fiction et Cie, 2002,  (ISBN 2020540932)
- Jean-Paul Clébert, Paris insolite, Denoël, 1952.
- Jacques Yonnet, Rue des maléfices, 1954

### Romans
De très nombreux romans se passent à Paris, depuis le XIXe siècle notamment. Par exemple :
- Honoré de Balzac : nombreux romans (cf. La Comédie humaine)
- Eugène Sue : Les Mystères de Paris
- Gustave Flaubert, l'Éducation sentimentale
- Émile Zola :
  - L'Assommoir
  - Le Ventre de Paris
  - Au Bonheur des Dames
  - Paris

Ouvrage illustré
- Marcel Proust, photographies d'Eugène Atget (1857-1927), Paris du temps perdu, avec des extraits de À la recherche du temps perdu, éd. Vilo, 1985  (ISBN 2880011914)

### Poésie
La grande ville traditionnellement n'était pas objet de poésie. Toutefois, depuis Baudelaire, certains poètes lui accordent une place importante.
- Charles Baudelaire
  - Les Fleurs du mal une partie du recueil s'appelle « Tableaux parisiens » 
  - Petits poèmes en prose, aussi appelé Le Spleen de Paris.
- Guillaume Apollinaire : certains de ses poèmes les plus célèbres font explicitement référence à Paris.
  - Alcools (notamment "le Pont Mirabeau" et surtout "Zone")
- Jaime Semprun :
  - Andromaque, je pense à vous ! Ce poème en prose, dont le titre fait référence à Baudelaire, est une balade sentimentale dans Paris.

### Bandes dessinées, dessins
XIXe siècle
- Auguste Vitu (1823-1891) (texte), Paris, images et traditions, éd. de la Fontaine au Roy, Paris, 1994  (ISBN 2907057324) - 430 dessins d'époque
- Collectif, Paris, le beau pays de France, Paris, Bibliothèque universelle en couleurs, 1897 - illustrés de gravures et de photographies

Rééd. 1989 sous le titre Paris du temps jadis  (ISBN 2865350177)
XXe siècle
- Recueils de dessins sur la vie parisienne contemporaine :
  - Sempé, Un peu de Paris, Gallimard, 2001,  (ISBN 9782070117079)
  - Cabu, Cabu et Paris, Hoëbeke, 2006, 177 p.
  - Vincent Brunot, Paris vues dessinées, Fage édition 2014

### Peinture
- Katou Fournier et Jacques Lehmann, Paris et les Naïfs, Vilo, 1983  (ISBN 2-9044-1100-3) - peintres naïfs
- David Gentleman, Paris, Gallimard, 1991  (ISBN 2070566196)

### Photographie
- Charles Marville (1813-1879) :
  - Marie de Thézy, Marville, Paris : [photographies], Paris, Hazan, 1994, 735 p. (ISBN 2-85025-374-X)
  - Marie de Thézy, Charles Marville, Charles Marville, Paris disparu : [photographies], Paris, Paris musées, 1995, 62 p. (ISBN 2-87900-216-8)
  - Marie de Thézy, Charles Marville, Charles Marville, Paris, Actes Sud, coll. « Photo poche », 2000, 144 p. (ISBN 978-2-86754-100-1)
  - Charles Marville et Rémy Castan, Paris et son double, Paris avant Haussmann, Paris aujourd'hui, Paris, Éditions Nicolas Chaudun, 2010, 174 p., 24 x 30 cm (ISBN 978-2-35039-096-3)
  - Charles Marville et Patrice de Moncan, Paris Avant-Après, 19e siècle - 21e siècle, Paris, Les Éditions du Mécène, 2010,  (ISBN 9782358960076)
- Le Paris d'Atget, Taschen, coll. « Icons », 2004 - photographies de Eugène Atget (1857-1927)
- Brassaï, Paris de Nuit, 1932.
- Robert Doisneau, Paris, 1954.
- Ed van der Elsken, Paris. Photos 1950-1954, Bookking international, 1993 (trad. ouvrage de 1981)

Ouvrages illustrés
- Collectif, Paris, le beau pays de France, Paris, Bibliothèque universelle en couleurs, 1897 - illustrés de gravures et de photographies

Rééd. 1989 sous le titre Paris du temps jadis  (ISBN 2865350177)
- Marcel Proust, photographies d'Eugène Atget (1857-1927), Paris du temps perdu, avec des extraits de À la recherche du temps perdu, éd. Vilo, 1985  (ISBN 2880011914)
- Paul Guth, Paris naïf, avec des photographies de Georges Glasberg, Grasset, 1962
- Collectif, sous la direction de Kathia David et Thomas Sertillanges, La Mémoire de Paris, 1919-1939, éd. Mairie de Paris, 1993
- Philippe Mellot a écrit de nombreux ouvrages sur le Vieux Paris, illustrés de plusieurs centaines de photographies, de Charles Marville ou Eugène Atget.

### Cinéma
- N.-T. Binh et Franck Garbarz, Paris au cinéma : La vie rêvée de la Capitale de Méliès à Amélie Poulain, Parigramme, Paris, 2005, 223 p.,  (ISBN 9782840964278).
- Jean-Michel Frodon, Dina Iordanova (sous la direction de), Cinémas de Paris, CNRS Éditions, Paris, 2017, 365 p.,  (ISBN 9782271114808).

### Théâtres
- François Boudon, « Un théâtre elliptique à Paris en 1850. Les projets d'Henry Barthélemy », Bulletin de la Société de l'histoire de Paris et de l'Île-de-France. 1990, t. 117,‎ 1992, p. 251-268 (lire en ligne)
- Bernard Thaon, « L’éclairage au théâtre », Histoire de l'art, nos 17-18,‎ 1992, p. 31-43 (lire en ligne)
- Anne Bertrand, « Une « Soirée de Paris » du comte Étienne de Beaumont en 1924 », Histoire de l'art, nos 17-18,‎ 1992, p. 65-76 (lire en ligne)